# Нельсон, Омайма
Омайма Нельсон (англ. Omaima Nelson; род. 1968, Египет) — египетская фотомодель, обвинённая в убийстве, расчленении, каннибализме и кастрации своего мужа — американца Уильяма Нельсона. Приговорена к пожизненному лишению свободы. Дело Омаймы вызвало большой резонанс в американской прессе. Многие журналисты сравнивали её с персонажем Ганнибала Лектера из фильма «Молчание ягнят», а также с серийным убийцей и каннибалом Джеффри Дамером.

## Биография
Омайма Ари родилась в 1968 году в Египте в бедной мусульманской семье. О её ранней жизни известно немного. С детства она подвергалась сексуальному насилию со стороны своего отчима и брата. Тогда же ей провели процедуру женского обрезания, что негативно сказалось на психике Омаймы. До переезда в США она работала фотомоделью и няней. В 1987 году (по другим данным, в 1986 году) эмигрировала в США и поселилась в округе Ориндж, где начала свой преступный путь, совершая мелкие правонарушения. Забирала у своих любовников машины без спроса, совершала мелкие кражи. Её неоднократно арестовывали за вождение в нетрезвом виде и нарушение ПДД. Она не хотела нигде работать и занималась с мужчинами сексом в обмен на деньги и наркотики. В 1990 году, угрожая пистолетом, ограбила своего любовника.
В октябре 1991 года в Калифорнии она познакомилась с 56-летним бывшим пилотом Уильямом Нельсоном, который уже был ранее женат и имел судимость за контрабанду наркотиков. Через пару дней пара поженилась.

### Убийство мужа
По версии следствия, 28 ноября 1991 года Омайма связала своего мужа под предлогом секс-игры, а затем ударила его настольной лампой (по другим сведениям — утюгом) и заколола ножницами. Далее Омайма отрезала мужу голову, руки и половые органы, а затем сняла с них кожу. Голову жертвы она сварила, завернула в фольгу и поместила в морозильную камеру, а руки зажарила в масле, чтобы избавиться от отпечатков пальцев. Остатки трупа Омайма смешала с частями праздничной индейки и разложила по пакетам.
Позже она обратилась к одному из своих бывших любовников с просьбой о помощи в избавлении от останков мужа, но тот отказался, хотя она предлагала ему 75 тысяч долларов. Потом она позвонила другому знакомому и предложила ему за деньги удалить зубы у трупа, чтобы полиция не смогла опознать по ним тело, но тот тоже отказался и обратился в полицию. В итоге она решила утопить пакеты с расчленённым телом в заливе, но была арестована полицией. В её автомобиле на заднем сиденье были обнаружены мешки с человеческим мясом. Однако Омайма заявила, что убийство совершил другой человек, который пытался её подставить. После чего она ещё много раз меняла свои показания. Следователи так и не смогли найти около 80 фунтов мяса жертвы.
Позже она призналась, что приготовила рёбра мужа с томатным соусом и съела их, однако на суде отказалась от своих слов.

### Суд
На суде Омайма заявила, что убила мужа в целях самообороны, так как он пытался её изнасиловать. Защита Омаймы настаивала, что та расчленила своего мужа из-за веры в древнеегипетский миф, чтобы никогда не встретить его в загробной жизни. Но суд не поверил её словам и признал виновной в убийстве второй степени. В 1993 году она была приговорена к пожизненному заключению с возможностью освобождения через 27 лет.

### Жизнь в заключении
Отбывает наказание в женском учреждении Центральной Калифорнии в Чоучилле. В тюрьме она вышла замуж за 70-летнего мужчину, который позднее умер, оставив ей немалое состояние. Омайма много раз пыталась оспорить свой пожизненный приговор и подавала прошения об освобождении. Прошения 2006 и 2011 года были отклонены. Прокуроры отметили, что Омайма в прошлом применяла насилие в отношении мужчин, никогда не раскаивалась в своих преступлениях и не предпринимала никаких усилий для реабилитации в тюрьме. На слушании Омайма заявила, что не ела своего мужа. В случае своего освобождения она намерена вернуться к матери в Египет. На сайте Change.org была создана петиция с требованием освободить Омайму, которая набрала более четырёх тысяч подписей. В 2020 году Омайма снова попыталась добиться освобождения, но суд отклонил ходатайство, так как оно было подано слишком поздно. Следующее прошение о помиловании она сможет подать лишь в 2026 году. Дело Омаймы внесено в список 50 самых громких преступлений в истории округа Ориндж.

## Документальные фильмы
- Документальный фильм «Love You To Pieces» из телепередачи «Deadly women»
- Документальный фильм «Devoured by Love» из телепередачи «Happily Never After»
- Документальный телесериал «Model Killers»
- Документальный фильм «Omaima Nelson» из цикла «Snapped»